# Michael Anthony
Michael Anthony Sobolewski, meglio conosciuto come Michael Anthony (Chicago, 20 giugno 1954), è un bassista statunitense noto per aver fatto parte dei Van Halen. Dal 2008 è membro del supergruppo Chickenfoot e dei The Circle.
Anthony è famoso per il suo particolare basso custom, a forma di bottiglia Jack Daniel's. In totale, Anthony possiede una collezione di oltre 150 bassi elettrici.
Fuori dalla carriera musicale, Anthony commercializza una linea di salse piccanti e prodotti correlati denominati Mad Anthony.
È stato endorser per la Yamaha, di cui ha un modello signature chiamato BB3000MA.
Attualmente è endorser per il marchio Schecter, dalla cui collaborazione sono nati due bassi signature, uno di produzione Koreana (Diamond Series) e uno realizzato del Custom Shop del marchio a Sun Valley.

## Biografia
Michael Anthony è nato da genitori polacchi emigrati negli Stati Uniti. La sua famiglia è composta da altri quattro fratelli: Nancy, Steve, Robert e Dennis.

### Inizi della carriera musicale (1967-1974)
Da giovane, Anthony era un promettente ricevitore di baseball, ma gareggiò anche con la squadra di atletica della Dana Junior High School nel salto in lungo. Il primo 
contatto con la musica avvenne quando entrò a far parte della marching band della scuola intorno al 1967-1969. Anthony prese interesse per la chitarra poco dopo, ma decise di suonare il basso in quanto la maggior parte dei suoi amici già suonava la chitarra o la batteria. Un amico gli regalò un Fender Mustang tuttavia, alla fine, il padre gli comprò una copia di Fender Precision Bass e un amplificatore Gibson. Anthony sviluppò il suo modo di suonare il basso principalmente dopo aver ascoltato Jack Bruce dei Cream, ma ammirava anche John Paul Jones dei Led Zeppelin e Harvey Brooks degli Electric Flag. La sua prima band si chiamava "Poverty's Children". Altre band a cui prese parte furono "Black Opal", "Balls" e "Snake". Nonostante sia per natura mancino, Anthony ha sempre suonato il basso con la mano destra.
Gli Snake, un gruppo di tre elementi con Anthony al basso e alla voce solista, furono l'ultima band con cui Michael suonò prima di entrare nei Van Halen. Gli Snake eseguivano cover di ZZ Top, Lynyrd Skynyrd e Foghat, insieme ad alcuni brani originali scritti da loro. Suonarono in diverse occasioni insieme alla band "Mammoth" dei fratelli Alex ed Eddie van Halen. In particolar modo, Anthony divenne molto amico dei due fratelli quando una sera, poco prima di un concerto, prestò loro l'attrezzatura elettrica degli Snake, dopo che quella dei Mammoth era improvvisamente andata in cortocircuito.
Nel 1972, Anthony si diplomò all'Arcadia High School, e successivamente si trasferì al Pasadena City College per studiare musica. Anche Eddie Van Halen frequentò il corso, e i due si videro spesso all'interno del campus. Quando il bassista Mark Stone si separò dai Mammoth, Eddie scelse proprio Michael Anthony come suo sostituto. Anthony fu colpito dall'abilità del gruppo durante le successive jam session, anche se già aveva sentito suonare i fratelli diverse volte prima.

### Van Halen (1974-1996)
Nel 1974, Eddie van Halen, Alex van Halen, David Lee Roth e Michael Anthony divennero noti come Van Halen, cambiando il nome di Mammoth dopo aver scoperto che lo stava utilizzando anche un'altra band locale. Ottennero il loro primo contratto discografico con la Warner Music Group nel 1977 e pubblicarono il loro album di debutto, Van Halen, il 10 febbraio 1978. I cori e le potenti armonie vocali di Anthony divennero subito un tratto distintivo della musica dei Van Halen.
(Michael Anthony in un'intervista radiofonica del 2014)
Nonostante venisse riconosciuto anche per la sua abilità tecnica al basso, Anthony non si definì mai un virtuoso, ma un solido bassista rock in grado di accompagnare al meglio un determinato brano. Il gruppo pubblicò un totale di dieci album in studio nel periodo 1978-1996, un album live nel 1993 e una raccolta con due inediti nel 1996.
Nel 1984, David Lee Roth lasciò la band e venne sostituito da Sammy Hagar. La band continuò con il nuovo cantante fino al 1996, anno in cui Hagar lasciò la band.

### Ruolo marginale nei Van Halen e progetti collaterali (1996-2003)
Già nel 1996, dopo l'abbandono di Sammy Hagar, cominciarono a emergere voci che Anthony stava per essere licenziato dai Van Halen. Nonostante le affermazioni contrarie, il bassista continuò a lavorare con la band. Queste voci hanno persistito fino alla sua partenza definitiva dal gruppo, dopo il tour di riunione con Hagar del 2004.
Il ruolo di Anthony nella registrazione dell'album Van Halen III, il primo e unico della band con Gary Cherone alla voce, fu molto più defilato rispetto al passato. Anthony suonò il basso in sole tre canzoni del disco, tutte le altre furono registrate da Eddie Van Halen. Nonostante ciò, Anthony venne accreditato come coautore di tutte le canzoni dell'album insieme al resto della band, come da tradizione per tutti i dischi dei Van Halen. Successivamente, Anthony prese parte al tour mondiale dell'album nel 1998. A causa dell'insuccesso dell'ultimo album e dei problemi di salute di Eddie, i Van Halen si sciolsero alla fine del tour, ed Anthony scomparve dalla vista del pubblico fino alla reunion con Sammy Hagar del 2004.
Durante il periodo di pausa della band, Eddie e Alex Van Halen lasciarono intuire nelle interviste che erano pronti a comporre e registrare del nuovo materiale al più presto, ma sembravano essere al lavoro senza Anthony.
Nel frattempo, Anthony iniziò ad apparire periodicamente nei concerti di Sammy Hagar (con il quale era rimasto in ottimi rapporti), suonando nei suoi tour da solista. Sempre con Hagar, entrò a far parte del supergruppo Planet Us, insieme a Neal Schon, Joe Satriani e Deen Castronovo.

### Reunion dei Van Halen (2003-2005)

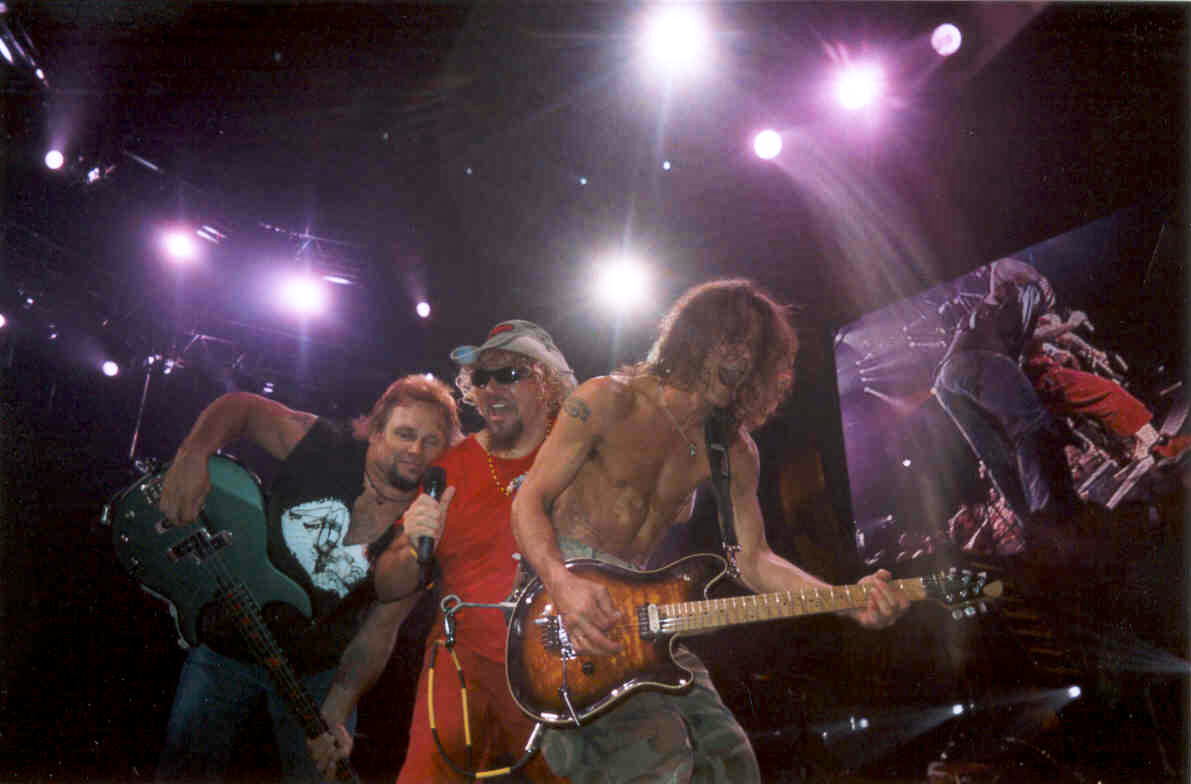
Michael Anthony (primo da sinistra) in concerto con i Van Halen nel 2004

Inizialmente, quando Eddie e Alex chiesero ad Hagar di ricongiungersi ai Van Halen alla fine del 2003 per un tour fissato per l'anno successivo, il piano era di non invitare Michael Anthony. Hagar, però, pose come condizione al suo ricongiungimento la presenza di Anthony. Alla fine le parti si misero d'accordo, ed Anthony accettò di suonare con i Van Halen, anche se con un contratto di diritti d'autore minore. Tale contratto fu redatto per la durata del solo tour e, di comune accordo, il suo ruolo all'interno della band sarebbe stato deciso dai fratelli Van Halen in un secondo momento. In tutto questo lasso di tempo, e durante il periodo di Van Halen III, il pubblico non era a conoscenza del ruolo marginale di Anthony nella band, e fu portato a credere che il bassista fosse ancora un membro a tempo pieno.
Nel 2004, i Van Halen pubblicarono la raccolta The Best of Both Worlds, che comprendeva tre nuovi brani registrati con Hagar. Anthony non partecipò alla composizione e non suonò il basso nelle nuove canzoni, ma incise comunque i cori in tutt'e tre le tracce.
Oggi Anthony afferma in interviste con i media che non parla con i fratelli Van Halen dai tempi del tour del 2004. Ha anche ipotizzato che, poiché i fratelli non apprezzavano le iniziative commerciali di Hagar, come la linea di prodotti "Cabo Wabo", il loro disappunto simile per il marchio Mad Anthony può aver causato la spaccatura che ha separato lui ed Hagar dalla band.

### Distacco dai Van Halen e formazione dei Chickenfoot (2006 - presente)
Anthony trascorse l'estate del 2006 in tour con Sammy Hagar, come membro della sua band di supporto, i Waboritas.
L'8 settembre dello stesso anno, Eddie van Halen annunciò che suo figlio Wolfgang van Halen sostituiva Michael Anthony come bassista dei Van Halen. Il 2 febbraio 2007, i Van Halen annunciarono che si stavano riunendo per un tour con il loro cantante originario, David Lee Roth. Il tour iniziò il 27 settembre 2007. Anthony disse in seguito che la cosa la venne a sapere solo dai giornali e che non fu nemmeno interpellato. Addirittura sul sito ufficiale della band, in un primo tempo, la sua immagine presente sulle copertine degli albi musicali fu sostituita da quella di Wolfgang van Halen; proteste dei fan fecero poi rientrare la cosa. Sulla sua esclusione dal gruppo e la relativa nuova reunion del gruppo, Anthony inoltre aggiunse:
(Michael Anthony)
Anthony si unì nuovamente a Sammy Hagar in diretta tv nazionale il 25 febbraio 2008, durante una performance pre-gara della competizione californiana NASCAR in televisione su Fox.
Michael Anthony e Sammy Hagar furono gli unici membri, attuali o ex, a presentarsi alla cerimonia di introduzione dei Van Halen nella prestigiosa Rock and Roll Hall of Fame il 12 marzo 2007. In quel periodo Eddie van Halen era in riabilitazione, mentre Alex van Halen e David Lee Roth rifiutarono di comparire.
Anthony è un membro fondatore del supergruppo Chickenfoot con Sammy Hagar, Chad Smith (il batterista dei Red Hot Chili Peppers) e Joe Satriani. La band ha pubblicato il loro primo album in studio, Chickenfoot, nel 2009. Al lavoro in studio è seguito un tour mondiale di buon successo. Anthony ha dichiarato che questo gruppo intende proseguire con ulteriori album e altri tour. I Chickenfoot hanno pubblicato il loro secondo album, Chickenfoot III, il 27 settembre 2011.

## Discografia

### Con i Van Halen
- Van Halen (1978)
- Van Halen II (1979)
- Women and Children First (1980)
- Fair Warning (1981)
- Diver Down (1982)
- 1984 (1984)
- 5150 (1986)
- OU812 (1988)
- For Unlawful Carnal Knowledge (1991)
- Balance (1995)
- Van Halen III (1998)

### Con i Chickenfoot
- Chickenfoot (2009)
- Chickenfoot III (2011)

### Altre partecipazioni
- Alice Cooper - Trash (1989)
- Sammy Hagar & The Waboritas - Live: Hallelujah (2003)
- Bret Michaels - Jammin' with Friends (2013)

## Vita privata
Anthony è sposato con Sue dal 1981. Entrambi hanno studiato e si sono conosciuti all'Arcadia High School. La coppia ha due figlie: Elisha (nata nel 1985) e Taylor (nata nel 1992). Anthony e la sua famiglia vivono attualmente a Newport Beach, in California.